# Алея верб
Але́я верб — ботанічна пам'ятка природи місцевого значення в Україні. Об'єкт природно-заповідного фонду Житомирської області. 
Розташована в межах Хорошівського району Житомирської області, в селі Рижани, біля середньої школи. 
Площа 0,1 га. Статус надано згідно з рішенням Х сесії облради ХХІІ скликання від 22.11.1997 року. Перебуває у віданні Рижанської сільської ради. 
Статус надано для збереження алеї старовікових верб (Salix alba), висаджених, за архівними даними, 1848 року. Обхват найбільшого дерева 3,4 м.